# ويليام إف. والش
ويليام إف. والش هو سياسي أمريكي، ولد في 11 يوليو 1912 في سيراكيوز في الولايات المتحدة، وتوفي في 8 يناير 2011 في مارسلوس في الولايات المتحدة. نشط حزبياً في الحزب الجمهوري.

## مناصب
- انتخب عضو مجلس النواب الأمريكي [الإنجليزية]‏ عن دائرة New York's 33rd congressional district [الإنجليزية]‏ وقد انضم خلال فترته النيابية [الإنجليزية]‏ (3 يناير 1977 – 3 يناير 1979) للكتلة البرلمانية الحزب المحافظ لولاية نيويورك.
- انتخب عضو مجلس النواب الأمريكي [الإنجليزية]‏ عن دائرة New York's 33rd congressional district [الإنجليزية]‏ وقد انضم خلال فترته النيابية [الإنجليزية]‏ (3 يناير 1975 – 3 يناير 1977) للكتلة البرلمانية الحزب المحافظ لولاية نيويورك.
- انتخب عضو مجلس النواب الأمريكي [الإنجليزية]‏ عن دائرة New York's 33rd congressional district [الإنجليزية]‏ وقد انضم خلال فترته النيابية [الإنجليزية]‏ (3 يناير 1973 – 3 يناير 1975) للكتلة البرلمانية الحزب المحافظ لولاية نيويورك.
- انتخب عضو مجلس النواب الأمريكي [الإنجليزية]‏.